# 더 보다
《더 보다》는 KBS 1TV에서 매주 일요일 오후 10시 30분에 방송 중인 탐사 보도 프로그램이다.

## 방송 시간
| 방송 채널 | 방송 기간              | 방송 시간                            |
| --------- | ---------------------- | ------------------------------------ |
| KBS 1TV   | 2024년 2월 18일 ~ 현재 | 매주 일요일 밤 10시 30분 ~ 11시 10분 |

## 타이틀 변천사
| 기수 | 프로그램 타이틀   | 방송 기간                          |
| ---- | ----------------- | ---------------------------------- |
| 1기  | 미디어 포커스     | 2003년 6월 28일 ~ 2008년 11월 15일 |
| 2기  | 미디어 비평       | 2008년 11월 21일 ~ 2013년 4월 5일  |
| 3기  | 미디어 인사이드   | 2013년 4월 14일 ~ 2016년 4월 17일  |
| 4기  | 저널리즘 토크쇼 J | 2018년 6월 17일 ~ 2020년 12월 13일 |
| 5기  | 질문하는 기자들 Q | 2021년 4월 18일 ~ 2022년 3월 6일   |
| 6기  | 시사멘터리 추적   | 2022년 5월 1일 ~ 2022년 12월 25일  |
| 7기  | 9층 시사국        | 2023년 2월 1일 ~ 2023년 12월 30일  |
| 8기  | 더 보다           | 2024년 2월 18일 ~ 현재             |

## 결방 사유 및 편성 변경

### 2024년
- 7월 28일 ~ 8월 11일 : 2024 파리 하계 올림픽 중계방송으로 인한 결방.

### 2025년
- 1월 19일 : 걸어서 세계속으로 재방송으로 인한 결방.

## 경쟁 프로그램
- 탐사기획 스트레이트 (MBC TV)
- SBS 뉴스토리 (SBS TV)